# LKT-Team
Das LKT-Team ist ein deutsches Radsportteam im Frauenradrennsport mit Sitz in Luckau-Duben.

## Organisation und Geschichte
Das Team wurde nach dem Aus des Männerteams LKT Team Brandenburg neu gegründet. Nach vier Jahren Pause startete damit im Jahr 2024 unter Leitung von Steffen Blochwitz das LKT-Team erneut als Continental Team, diesmal jedoch als reines Frauenteam mit einer Lizenz als UCI Women’s Continental Team. Ziel ist es die Professionalisierung des Frauenradsports zu unterstützen und mitzutragen, sowie an nationalen als auch internationalen Rennen auf der Straße und der Bahn teilzunehmen.
Namensgeber und einer der Sponsoren des Teams ist die Lausitzer Klärtechnik GmbH um Michael Müller. Müller war bereits beim LKT Team Brandenburg Unterstützer und in der Funktion des Teamchefs aktiv. Der neue Teammanager Steffen Blochwitz wird in der sportlichen Leitung von der ehemaligen Radrennfahrerin Stephanie Gaumnitz, dem ehemaligen Teammanager vom Team Stuttgart Olaf Janson sowie Karsten Keller unterstützt.
In der ersten Saison 2024 startete das Team mit zehn Fahrerinnen bei nationalen und internationalen Wettbewerben und konnte bereits verschiedene Erfolge auf der Straße und der Bahn erlangen. In der zweiten Saison im Jahr 2025 wuchs das Team nach drei Abgängen und vier Neuzugängen auf elf Fahrerinnen auf.

## Saison 2024
Mannschaft
| Teamkader 2024          | Teamkader 2024     | Teamkader 2024 | Teamkader 2024                      |
| Name                    | Geburtsdatum       | Land           | Vorheriges Team                     |
| ----------------------- | ------------------ | -------------- | ----------------------------------- |
| Hanna Dopjans           | 17. Juli 2002      | Deutschland    | Team Stuttgart (2023)               |
| Karoline Goldschmidt    | 12. Mai 2000       | Deutschland    | Team Stuttgart (2023)               |
| Pia Grünewald           | 25. Februar 2005   | Deutschland    |                                     |
| Seána Littbarski-Gray   | 26. Oktober 2005   | Deutschland    |                                     |
| Lucy Mayrhofer          | 20. September 2002 | Deutschland    | Team Stuttgart (2023)               |
| Lena Charlotte Reißner  | 14. November 2000  | Deutschland    | One World (2023)                    |
| Olivia Schoppe          | 1. Juni 2001       | Deutschland    | Maxx-Solar Rose Women Racing (2023) |
| Victoria Stelling       | 5. September 2001  | Deutschland    | Team Stuttgart (2023)               |
| Sina Temmen             | 26. Mai 2005       | Deutschland    |                                     |
| Mira Winkelhag          | 30. Januar 1999    | Deutschland    |                                     |
|                         |                    |                |                                     |
| Quelle: ProCyclingStats |                    |                |                                     |

## Saison 2025
Mannschaft
| Teamkader 2025          | Teamkader 2025    | Teamkader 2025 | Teamkader 2025                      |
| Name                    | Geburtsdatum      | Land           | Vorheriges Team                     |
| ----------------------- | ----------------- | -------------- | ----------------------------------- |
| Noemi Berliner          | 4. Mai 1996       | Deutschland    |                                     |
| Karoline Goldschmidt    | 12. Mai 2000      | Deutschland    | Team Stuttgart (2023)               |
| Pia Grünewald           | 25. Februar 2005  | Deutschland    |                                     |
| Nele Laing              | 13. Februar 1999  | Deutschland    | Maxx-Solar Rose Women Racing (2024) |
| Seána Littbarski-Gray   | 26. Oktober 2005  | Deutschland    |                                     |
| Lena Charlotte Reißner  | 14. November 2000 | Deutschland    | One World (2023)                    |
| Janine Schneider        | 11. März 1995     | Deutschland    | Embrace The World Cycling (2024)    |
| Olivia Schoppe          | 1. Juni 2001      | Deutschland    | Maxx-Solar Rose Women Racing (2023) |
| Jette Simon             | 28. Juli 2004     | Deutschland    | Maxx-Solar Rose Women Racing (2024) |
| Victoria Stelling       | 5. September 2001 | Deutschland    | Team Stuttgart (2023)               |
| Mira Winkelhag          | 30. Januar 1999   | Deutschland    |                                     |
|                         |                   |                |                                     |
| Quelle: ProCyclingStats |                   |                |                                     |

Erfolge
| Siege | Siege  | Siege | Siege  | Siege  | Siege |
| Datum | Rennen | Staat | Klasse | Sieger |       |
| ----- | ------ | ----- | ------ | ------ | ----- |

## Platzierungen in der UCI-Weltrangliste
| UCI Ranking | UCI Ranking | UCI Ranking                  | UCI Ranking |
| Jahr        | Teamwertung | Einzelwertung                |             |
| ----------- | ----------- | ---------------------------- | ----------- |
| 2024        | 65.         | Karoline Goldschmidt (806. ) |             |
|             |             |                              |             |
| Quelle: UCI |             |                              |             |